# Cyathea boylei
Cyathea boylei là một loài dương xỉ trong họ Cyatheaceae. Loài này được F.Muell. ex French mô tả khoa học đầu tiên năm 1881.
Danh pháp khoa học của loài này chưa được làm sáng tỏ. 